# فهرست مادران سلطان‌های عثمانی
این صفحه فهرستی از مادران خونی سلطان‌های عثمانی است. سی و شش سلطان در امپراتوری عثمانی در بیست و یک نسل وجود داشت. (در آغاز از بی به جای سلطان استفاده می‌شد) در سراسر ۶۲۳ سال حکومت عثمانیان همه اعضای از یک خاندان یعنی خاندان عثمانی (ترکی: Osmanlı Hanedanı) بودند.

## مادران سلطان‌های عثمانی
این فهرست با فهرست والده سلطان‌ها متفاوت است. والده سلطان لقب مادر سلطان که در حال حکومت بود. مادرانی که قبل از به تخت نشستن فرزندانشان مردند این لقب را دریافت نکردند، مانند خرم، معزز، مهرشاهو شرمی. مادر خونی سلطان نبودند اما شاهزادگانی را مادرانشان مرده بودند را بزرگ کردند، لقب والده سلطان را دریافت می‌کردند، مانند پرستو؛ بنابراین والده سلطان‌هایی بودند که مادر شاه نبودند و مادران شاهی بودند که والده سلطان نبودند.

### فهرست مادران سلطان‌های عثمانی
| نام             | القاب | نام پیش از ازدواج  | اصالت                                                            | مرگ                              | پسر(ان)                |
| --------------- | --- | ------------------ | ---------------------------------------------------------------- | -------------------------------- | ---------------------- |
| حلیمه خاتون     | خاتون | حلیمه              | سلجوقیان ایرانی                                                  | ۱۲۵۷                             | عثمان یکم              |
| مالحون خاتون    | خاتون | مالحون             | ترک. متولد آناتولی، دختر اومور بیگ                               | ۲۱ نوامبر ۱۳۲۳                   | اورخان غازی            |
| نیلوفر خاتون    | خاتون | هلوفیرا            | یونانی بیزانسی. متولد بیله‌جک                                     | ۱۳۸۳                             | مراد اول               |
| گلچیچک خاتون    | خاتون |                    |                                                                  |                                  | بایزید اول             |
| دولت‌شاه خاتون   | والده خاتون (۱۴۱۳ – ۱۴۱۴) | دولت               | ترک غز از طایفه گرمیان متولد کوتاهیه. دختر سلیمان شاه چلبی.      | ژانویه ۱۴۱۴                      | محمد اول               |
| امینه خاتون     | والده خاتون (۱۴۲۱ – ۱۴۴۹) | امینه              | ترک غز. متولد البستان                                            | ۱۴۴۹                             | مراد دوم               |
| هما خاتون       | والده خاتون (۱۴۴۴ – ۱۴۴۶) | خدیجه عالمه        | نا مشخص (یا صرب یا ایتالیایی)                                    | سپتامبر ۱۴۴۹                     | محمد دوم               |
| گلبهار خاتون    | والده خاتون (۱۴۸۱– ۱۴۹۲) | امینه              | بوسنیایی                                                         | ۱۴۹۲                             | بایزید دوم             |
| گلبهار خاتون    | خاتون | عایشه              | ترک غز. متولد البستان                                            | ۱۹ نوامبر ۱۵۰۵                   | سلیم اول               |
| حفصه سلطان      | والده سلطان (۱۵۲۰ – ۱۹ مارس ۱۵۳۴) | عایشه              | عبد المعین                                                       | ۱۹ مارس ۱۵۳۴                     | سلیمان قانونی          |
| خرم سلطان       | خاصگی سلطان (۱۵۳۲ – ۱۵ آوریل ۱۵۵۸) | الکساندرا لیسوفسکی | روتنیایی. متولد پادشاهی لهستان دختر هاورلو لیسوزکا، کشیش ارتودکس | ۱۵ آوریل ۱۵۵۸                    | سلیم دوم               |
| نوربانو سلطان   | خاصگی سلطان (۷ سپتامبر ۱۵۶۶ – ۱۵ دسامبر ۱۵۷۴) والده سلطان (۱۵ دسامبر ۱۵۷۴ – ۷ دسامبر ۱۵۸۳)                                                                         | سیسیلیا بافو       | نا مشخص (متولد پاروس، جمهوری ونیز یا یهودی)                      | ۷ دسامبر ۱۵۸۳                    | مراد سوم               |
| صفیه سلطان      | خاصگی سلطان (۷ دسامبر ۱۵۸۳ – ۱۵ ژانویه ۱۵۹۵) والده سلطان (۱۵ ژانویه ۱۵۹۵ – ۲۲ دسامبر ۱۶۰۳)                                                                         | صوفیا بافو         | آلبانیایی یا ونیزی                                               | ۱۰ نوامبر ۱۶۱۸                   | محمد سوم               |
| خندان سلطان     | والده سلطان (۲۲ دسامبر ۱۶۰۳ – ۲۶ نوامبر ۱۶۰۵) | هلنا               | ونيزي                                                            | ۲۶ نوامبر ۱۶۰۵                   | احمد اول               |
| حلیمه سلطان     | نایب السطنه (۲۲نوامبر ۱۶۱۷_ ۲۶ فوریه ۱۶۱۸)و (۱۹ مه ۱۶۲۲_ ۱۰ سپتامبر ۱۶۲۳) والده سلطان (۲۲نوامبر۱۶۱۷_ ۲۶فوریه ۱۶۱۸) و (۱۹مه ۱۶۲۲_ ۱۰ سپتامبر۱۶۲۳)                   | آلوتشاه            | آبخازی                                                           | ۱۶۲۴                             | مصطفی اول              |
| ماه‌فیروز سلطان  | والده سلطان (۲۶ فوریه ۱۶۱۸ – ۲۶ اکتبر ۱۶۲۰) | راشا               | رومی                                                             | ۲۶ اکتبر ۱۶۲۰                    | عثمان دوم              |
| کوسم سلطان      | خاصگی سلطان (۲۶ نوامبر ۱۶۰۵ – ۲۲ نوامبر ۱۶۱۷) والده سلطان (۱۰ سپتامبر ۱۶۲۳ – ۳ سپتامبر ۱۶۵۱) نایب السلطنه (۱۰ سپتامبر ۱۶۲۳ – ۱۶۳۲) و (۸ اوت ۱۶۴۸ – ۳ سپتامبر ۱۶۵۱) | آناستازیا          | یونانی، متولد جمهوری ونیز                                        | ۲ سپتامبر ۱۶۵۱                   | مراد چهارم ابراهیم اول |
| تورخان سلطان    | خاصگی سلطان (۲ ژانویه ۱۶۴۲ – ۱۲ اوت ۱۶۴۸) والده سلطان (۳ سپتامبر ۱۶۵۱ – ۴ اوت ۱۶۸۳) نایب السلطنه (۳ سپتامبر ۱۶۵۱ – ۱۶۵۶)                                           | نادیا              | روس                                                              | ۴ اوت ۱۶۸۳                       | محمد چهارم             |
| دلآشوب سلطان    | خاصگی سلطان (تا ۱۲ اوت ۱۶۴۸) والده سلطان (۸ نوامبر ۱۶۸۷ – ۴ دسامبر ۱۶۸۹)                                                                                           | کاتارینا           | نا معلوم                                                         | ۴ دسامبر ۱۶۸۹                    | سلیمان دوم             |
| معزز سلطان      | خاصگی سلطان (تا ۱۲ اوت ۱۶۴۸) | اوا                | نا معلوم / . یهودی لهستانی، متولد مشترک‌المنافع لهستان–لیتوانی    | ۱۲ سپتامبر ۱۶۸۷                  | احمد دوم               |
| گلنوش سلطان     | خاصگی سلطان (فوریه ۱۶۶۴ – ۵ نوامبر ۱۶۸۷) والده سلطان (۶ فوریه ۱۶۹۵ – ۶ نوامبر ۱۷۱۵)                                                                                | اومانیاوریا        | کرتی یونانی. , متولد رتیمنون، جمهوری ونیز                        | ۶ نوامبر ۱۷۱۵                    | مصطفی دوم احمد سوم     |
| صالحه سلطان     | والده سلطان (۲۰ سپتامبر ۱۷۳۰ – ۲۱ سپتامبر ۱۷۳۹) | الکساندرا          | نا معلوم                                                         | ۲۱ سپتامبر ۱۷۳۹                  | محمود اول              |
| شاه‌سوار سلطان   | والده سلطان (۱۳ دسامبر ۱۷۵۴ – ۱۶ آوریل ۱۷۵۶) | ماریا              | روس                                                              | ۱۶ آوریل ۱۷۵۶                    | عثمان سوم              |
| مهرشاه قادین    | قادین سوم (۳۰ اکتبر ۱۷۵۷ – می ۱۷۶۲) | ژانت               | نا معلوم یا / فرانسوی                                            | می ۱۷۶۲                          | مصطفی سوم              |
| شرمی قادین      | قادین دوم | ایدا               | نا معلوم یا / فرانسوی                                            | ۱۷۳۲                             | عبدالحمید اول          |
| مهرشاه سلطان    | قادین دوم (۱۷۶۱ – ۲۱ ژوئیه ۱۷۶۴) قادین پنجم (۲۱ ژوئیه ۱۷۶۴ – ۲۱ ژانویه ۱۷۷۴) والده سلطان (۷ آوریل ۱۷۸۹ – ۱۶ اکتبر ۱۸۰۵)                                            | اگنس               | گرجی                                                             | ۱۶ اکتبر ۱۸۰۵                    | سلیم سوم               |
| سینه پرور سلطان | والده سلطان (۲۹ مه ۱۸۰۷ – ۲۸ ژوئیه ۱۸۰۸) | سونیا              | بلغار                                                            | ۱۱ دسامبر ۱۸۲۸                   | مصطفی چهارم            |
| بزم عالم سلطان  | قادین سوم (۱۸۲۲ – ۱۸۳۲) قادین دوم (۱۸۳۲ – ۱ ژوئیه ۱۸۳۹) والده سلطان (۲ ژوئه ۱۸۳۹ – ۲ مه ۱۸۵۳)                                                                      |                    | گرجی                                                             | ۲ مه ۱۸۵۳                        | عبدالمجید              |
| پرتونهال سلطان  | والده سلطان (۲۵ ژوئن ۱۸۶۱ – ۳۰ مه ۱۸۷۶) | حسنی خاطر          | چرکس                                                             | ۵ فوریه ۱۸۸۳                     | عبدالعزیز              |
| شوق‌افزا سلطان   | قادین سوم (۱ اوت ۱۸۳۹–۱۸۴۹) قادین دوم (۱۸۴۹ – ۲۵ ژوئن ۱۸۶۱) والده سلطان (۳۰ مه ۱۸۷۶–۳۱ اوت ۱۸۷۶)                                                                   | ویلما یا زاوروم    | چرکس، از طایفه اوبیخ                                             | ۱۷ سپتامبر ۱۸۸۹                  | مراد پنجم              |
| تیرمژگان قادین  | قادین چهارم (۱۸۴۱ – ۱۸۴۹) قادین سوم (۱۸۴۹ – ۳ اکتبر ۱۸۵۲) | ویرجین             | چرکس، از طایفه شاپسوگ                                            | ۳ اکتبر ۱۸۵۲                     | عبدالحمید دوم          |
| گل‌جمال قادین    | قادین چهارم | سوفیا یا خدیجه     | بوسنیایی                                                         | ۲۹ دسامبر ۱۸۹۵ یا ۱۶ نوامبر ۱۸۵۱ | محمد پنجم              |
| گلستو خانم      | قادین چهارم (۱۸۶۰ - مه ۱۸۶۱) | فاطمه چاچبا        | آبخازی، از طایفه شرواشیدزه یا همان چاچبا. متولد سوخومی           | مه ۱۸۶۱                          | محمد ششم               |